# Macedonia del Norte en los Juegos Olímpicos de París 2024
Macedonia del Norte estuvo representada en los Juegos Olímpicos de París 2024 por un total de 7 deportistas que compitieron en 6 deportes. Responsable del equipo olímpico es el Comité Olímpico de Macedonia del Norte, así como las federaciones deportivas nacionales de cada deporte con participación.
Los portadores de la bandera en la ceremonia de apertura fueron el atleta Dario Ivanovski y la practicante de taekwondo Miljana Reljiḱ.
El equipo olímpico de Macedonia no obtuvo ninguna medalla en estos Juegos.